# Николай Соколов (композитор)
Никола̀й Алекса̀ндрович Соколо̀в (на руски: Николай Александрович Соколов) е руски композитор.
Роден е на 26 март (14 март стар стил) 1859 година в Санкт Петербург в семейството на свещеник. Завършва Санктпетербургската консерватория, след което работи в Придворната капела, а след това преподава в консерваторията. Пише главно камерна и хорова музика.
Николай Соколов умира на 27 март 1922 година в Петроград.